# Phillip Avalon
Phillip Avalon, właściwie Philip Anthony Holbrow (ur. 24 lutego 1955 w Merewether w Newcastle, w stanie Nowej Południowej Walii) – australijski scenarzysta, producent filmowy, reżyser i aktor filmowy i telewizyjny, były model.

## Życiorys

### Wczesne lata
Urodził się i wychował w Newcastle. Mając pięć lat zaczął swoją karierę występując w teatrze lalek. Jego matka zaciągnęła Phila do wojska w wieku 16 lat, miał się zatrzymać w siłach zbrojnych na okres sześciu lat, ale szybko okazało się, że nie było dla niego i koncentruje się na swojej karierze tworzenia filmów. Zdobył także tytuł mistrza surfingu w Australii.

### Kariera
Jako nastolatek dorabiał jako model, który wkrótce stał się jednym z najlepiej zarabiających w Australii. Mając 15 lat zadebiutował na ekranie u boku Jacka Albertsona w komedii Squeeze a Flower (1970).
W wieku dwudziestu lat napisał swój pierwszy scenariusz do spektaklu teatralnego The Backstreet General, który odniósł zarówno sukces finansowy jak i wśród krytyków. Pojawiał gościnnie w filmach i programach telewizyjnych, takich jak Inn Of The Damned czy Number 96. Uznanie publiczności i dobre opinie wśród krytyków przyniosła jego pierwsza telewizyjna produkcja w Australii Podwójny dealer (Double Dealer, 1975) oraz dwa lata potem kinowy film Summer City (1977) z udziałem Johna Jarratta, Steve’a Bisleya i Mela Gibsona, gdzie napisał scenariusz, był producentem oraz zagrał postać Robbie'go. W listopadzie 1974 był na okładce magazynu „Playgirl”. 

## Wybrana filmografia
- 1970: Squeeze a Flower jako Monk
- 1975: Inn of the Damned jako Alfred
- 1975: Podwójny dealer (Double Dealer, TV) - scenariusz i producent
- 1977: Summer City jako Robbie - scenariusz i producent
- 1978: Little Boy Lost - producent
- 1978: Case for the Defence (serial TV) jako Harry Millard
- 1983: Powrót do Edenu (Return to Eden, miniserial TV) jako drużba
- 1988: Breaking Loose - producent
- 1990: Śmiertelna tajemnica (Sher Mountain Killings Mystery) jako Caine Cordeaux - opowiadanie i producent
- 1992: Trefny narzeczony (Fatal Bond) - scenariusz
- 1992: Wymiany Ratowników (Exchange Lifeguards) - producent
- 1994: Jeden sygnał (Signal One) - scenariusz i producent
- 1995: Wizja tunelu (Tunnel Vision) - producent
- 2001: The Finder - scenariusz
- 2002: Zobowiązanie (The Pact) - scenariusz
- 2003: Liquid Bridge - reżyseria